# Union sportive Montmélian rugby
Maillots
Actualités
L’Union sportive montmélian rugby est un club de rugby à XV français basé à Montmélian, en Savoie et participant  au championnat de fédérale 2.
C'est un des meilleurs clubs du département, en matière de formation des jeunes joueurs.

## Historique
Depuis sa création, elle n'a connu que deux interruptions dues aux guerres de 1914-1918 et 1939-1945.
L'histoire de l'USM est jalonnée de beaux succès. Citons : 
- la vingtaine de titres de champion des Alpes,
- une participation significative aux phases finales des championnats de France : 
  - finaliste contre le CCA Capdenac en 1933,
  - demi-finaliste contre le SO Villelongue en 1967,
  - quart de finaliste contre CO Lespignan en 1975,
  - juniors Ballandrades finalistes contre l'US Garazi en 1998,
  - juniors Reichel demi-finalistes contre Lombez-Samatan en 1999
  - juniors Reichel demi-finalistes contre US Nafarroa en 2012,
  - demi-finaliste contre CS Lons le Saunier en 2000, et,
  - après deux occasions perdues contre US La Teste en 1978 et contre CA Lannemezan en 1987, la montée en Nationale 1 en 2000 par la victoire sur Chatorange (Châteauneuf-du-Pape - Orange).
  - finaliste en fédérale B en 2008 contre Castanet et
  - quatre titres de champion de France : 
    - en 1966 : Troisième série contre l'US Capvern, victoire 3-0,
    - en 1982 : Fédérale B contre CA Lannemezan, victoire 12-11,
    - en 1985 : Fédérale B contre US La Teste 19 à 10,
    - en 1997 : Cadets contre l'avenir de Bizanos 21  à 10.

## Identité

### Couleurs
Vert et noir, les couleurs retenues pour la section de football-rugby sont celles du ruban de la Médaille de Guerre de 1870 pour rendre hommage aux soldats tombés au Champ d’Honneur : noir pour le deuil, vert pour l’espérance.

### Logos

Ancien logo.
Logo depuis 2021.

## Palmarès
| Séniors | Jeunes |
| Championnat de France fédérale de rugby à sept - Vice-champion : 2019 Championnat de France Fédérale B (2) - Champion 1982, 1985, 2024 - Vice-champion : 2008, 2019 Championnat de France 3e série (1) - Champion : 1966 Championnat Auvergne-Rhône-Alpes de rugby à sept - Champion : 2018, 2019 Championnat des Alpes - Champion (20) | Championnat de France Reichel B (Belascain) - Champion : 2013 Championnat de France Balandrade - Finaliste : 1998, 2013 Championnat de France Cadets Teulière A - Champion : 1997 Challenge Sud Est Reichel B - Vainqueur : 2011 Challenge Sud-Est Balandrade - Finaliste : 2018 Championnat des Alpes Balandrade - Champion : 2011, 2013, 2014, 2016 - Finaliste : 2012 Championnat des Alpes Teulière A - Champion : 2009, 2011, 2012, 2016, 2018 - Finaliste : 2017 |

## Personnalités du club

### Joueurs emblématiques
- Renaud Boyoud (3 sélections avec l'équipe de France)
- Mickaël Forest (2 sélections avec l'équipe de France)
- Thomas Bianchin
- Xavier Cambres
- Anthony Forest
- Denis Lison
- Antoine Nicoud
- Jérémy Aicardi
- Steeve Blanc-Mappaz
- Jérôme Rey

### Entraîneurs
- Phillipe Verger
- Jean-François Civeyrac
- Fabrice Morel
- 1999-2004 :  Gilbert Brunat
- ?-2018 :  Jean-Marc Lipandri et  Fabrice Morel
- 2018-nov. 2019 :  Gilbert Brunat et  Anthony Forest
- Janv. 2022- :  Romain Olivetto